# Anciennes casernes de la médina de Tunis
Cet article recense les anciennes casernes de la médina de Tunis dites kishla. Cet ensemble de cinq casernes est édifié intra-muros sous le règne de Hammouda Pacha au début du XIXe siècle.

## Caserne de Sidi El Morjani

### Localisation
Cette caserne des Znaidiyya, dite de Sidi El Morjani, se situe sur la rue Jemaâ Zitouna.

### Description et histoire
Une inscription en turc au-dessus du portail renseigne sur la date du début des travaux de construction (1806) et la date de leur achèvement (1809). La baie cintrée de la porte d'entrée, en retrait par rapport à l'encadrement, est surmontée d'invocations à Dieu. Cette porte donne accès à un vestibule qui mène à un patio rectangulaire encadré de deux niveaux de portiques à arcs outrepassés qui reposent sur des chapiteaux turcs. Les chambrées des janissaires et les dépendances sont organisés autour de ce patio. Aux quatre angles de l'édifice s'élèvent des édicules pour la surveillance de la caserne.
Les chambrées sont surmontées d'inscriptions qui indiquent le nom de la compagnie de janissaires.
Le Collège Sadiki occupe cette ancienne caserne de 1875 à 1897. À partir de 1897, quand le collège est transféré dans un nouveau bâtiment à Bab Bnet, la caserne devient le siège de la fondation chargée de l'administration des habous jusqu'après l'indépendance, en mai 1956 ; la laïcisation des habous voit leur incorporation aux domaines de l'État. Dans ce contexte, l'enseignement religieux est réformé et la caserne devient le siège de la faculté de théologie de l'université Zitouna. Lors du transfert de la faculté de théologie en 1987, la caserne devient une annexe de la Bibliothèque nationale.

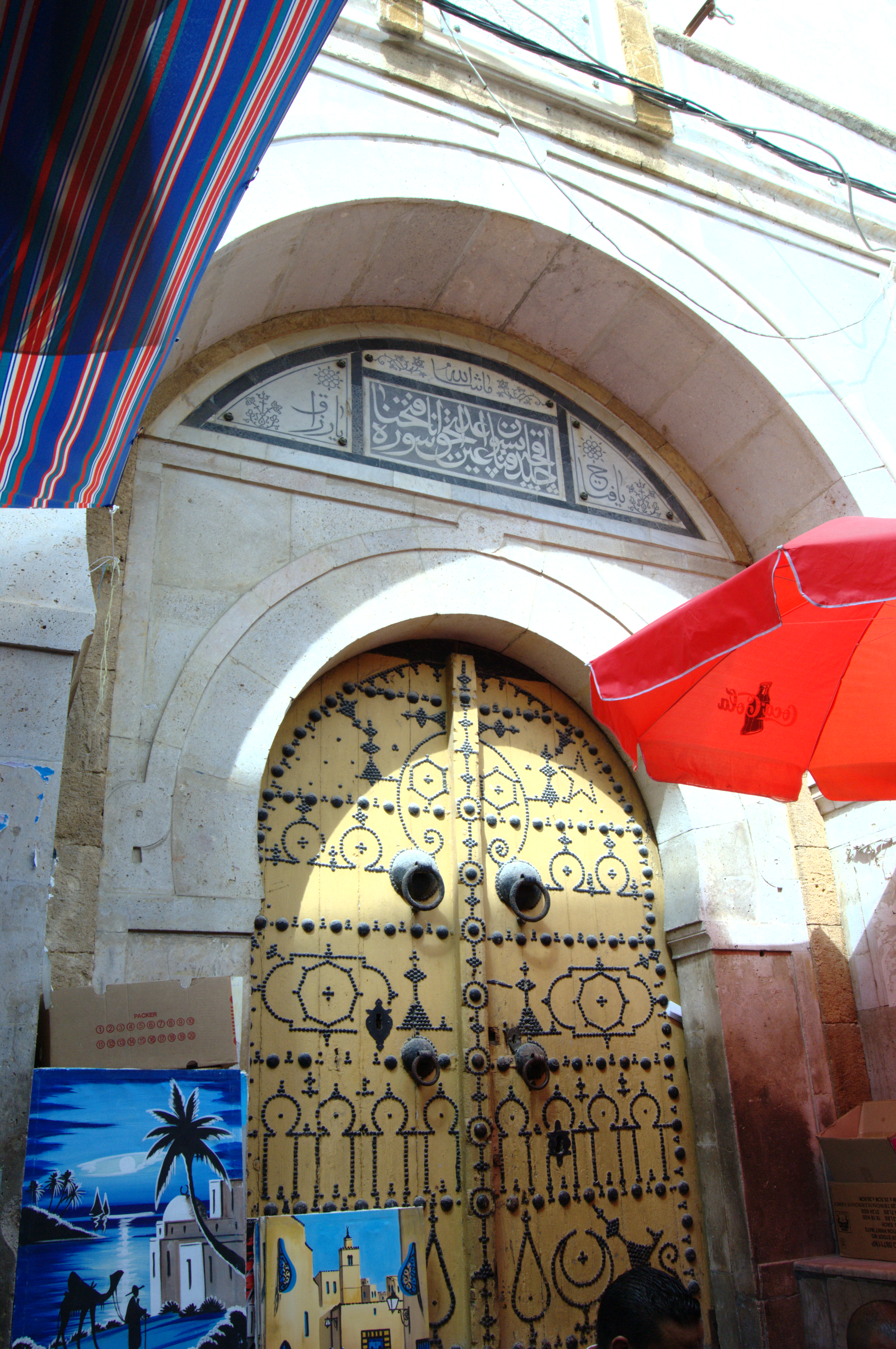
Portail de l'ancienne caserne.
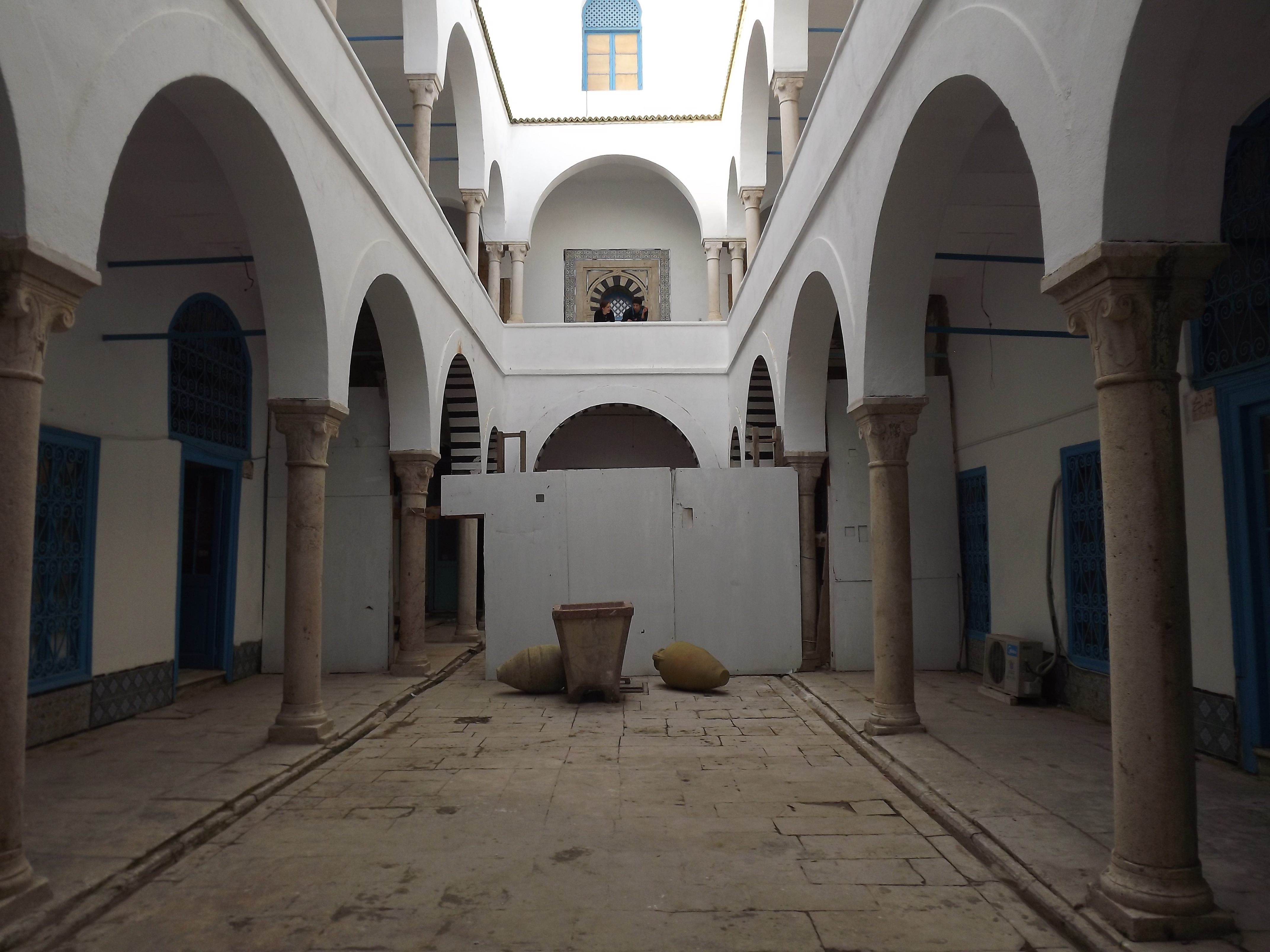
Patio de l'ancienne caserne.
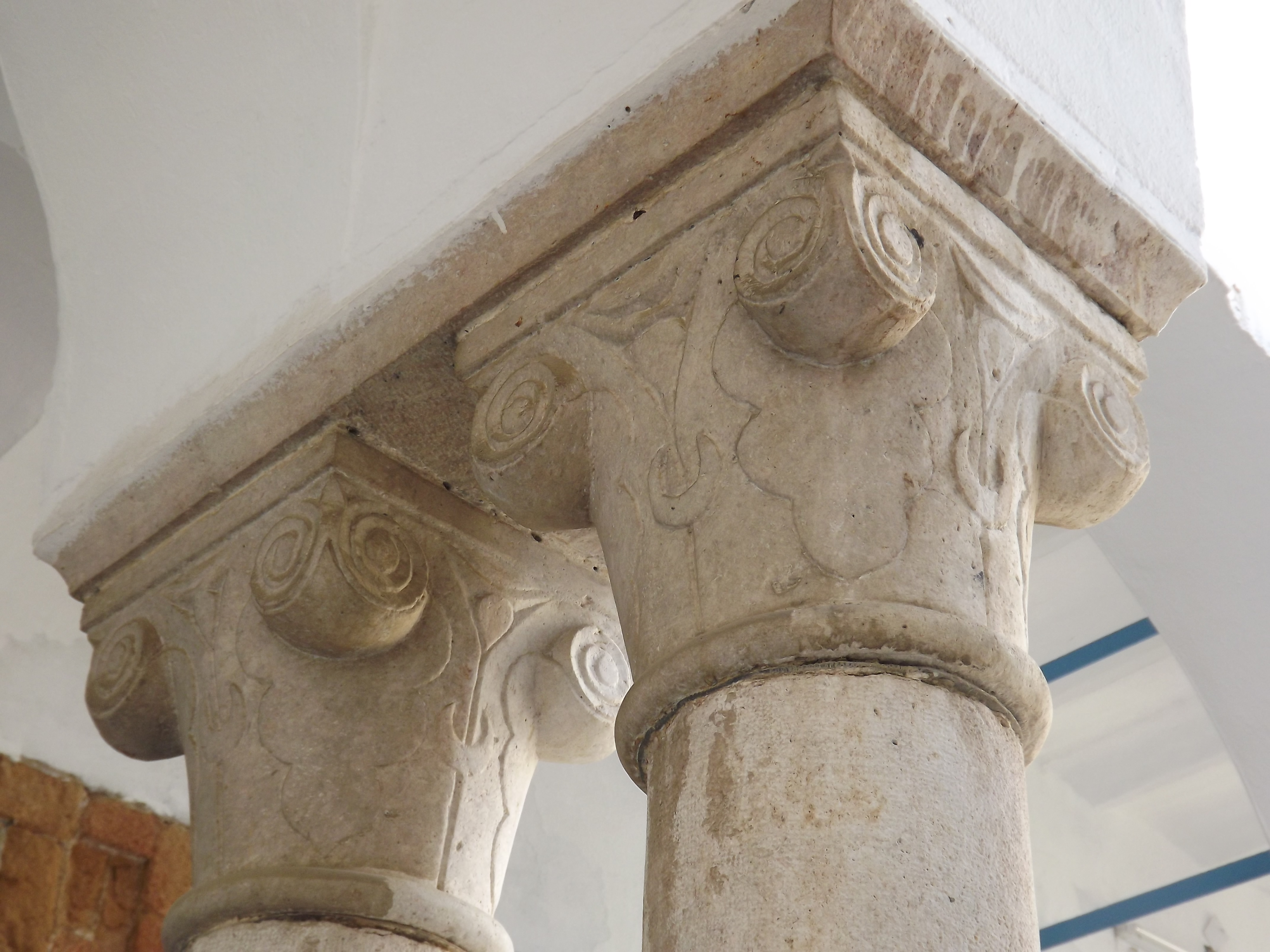
Chapiteaux turcs.
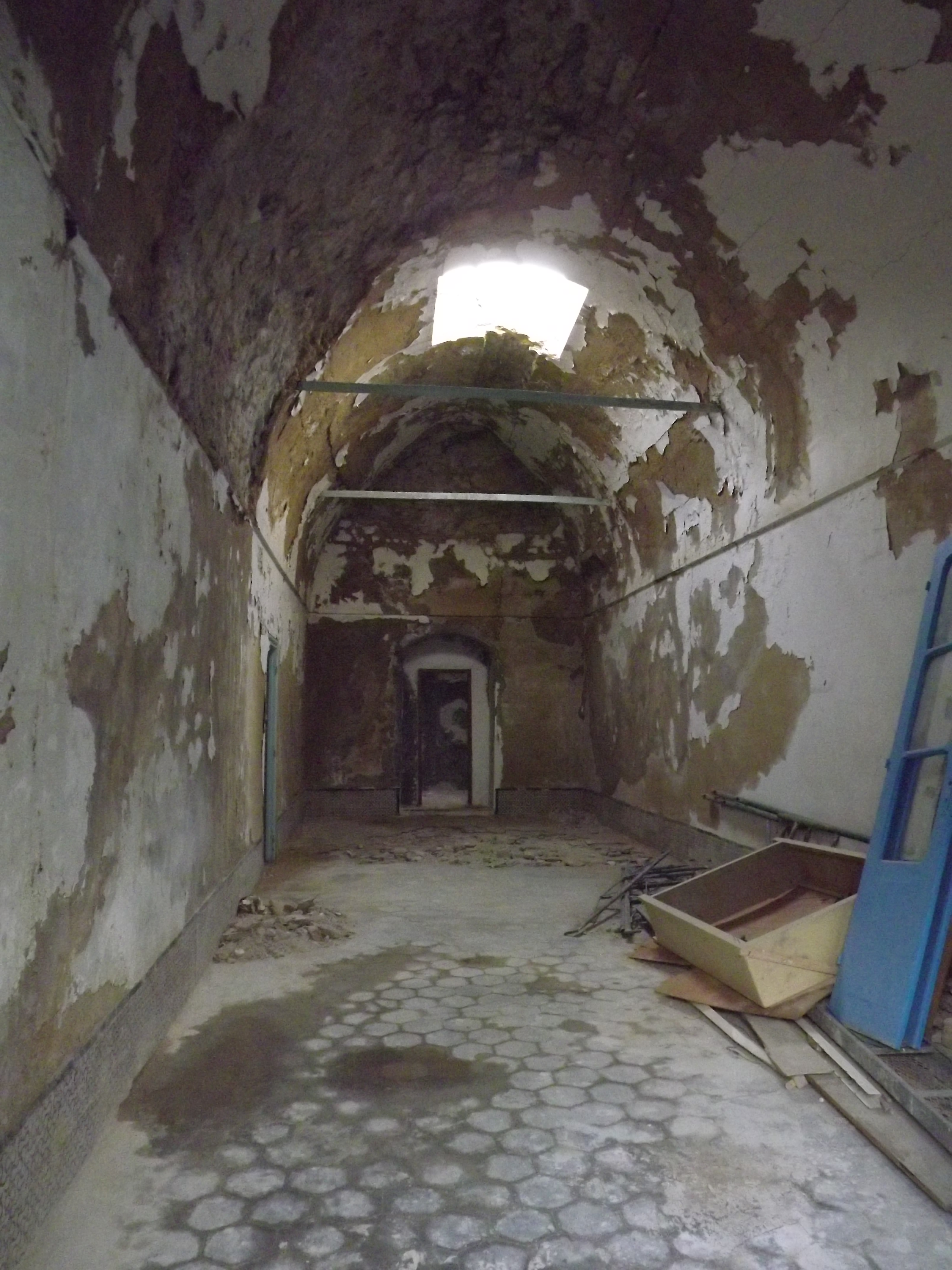
Chambrée de janissaires.
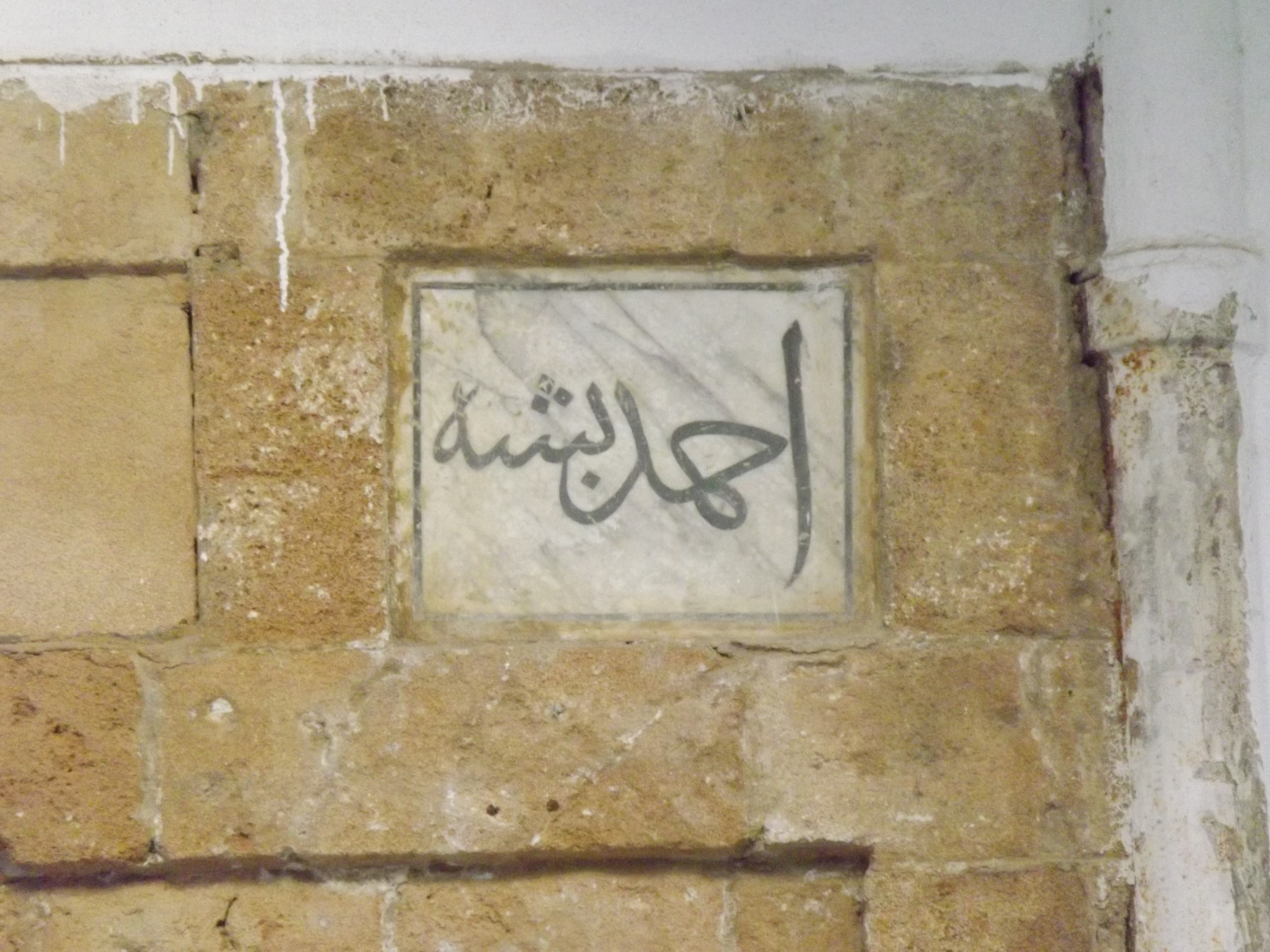
Inscription indiquant la compagnie de janissaires.
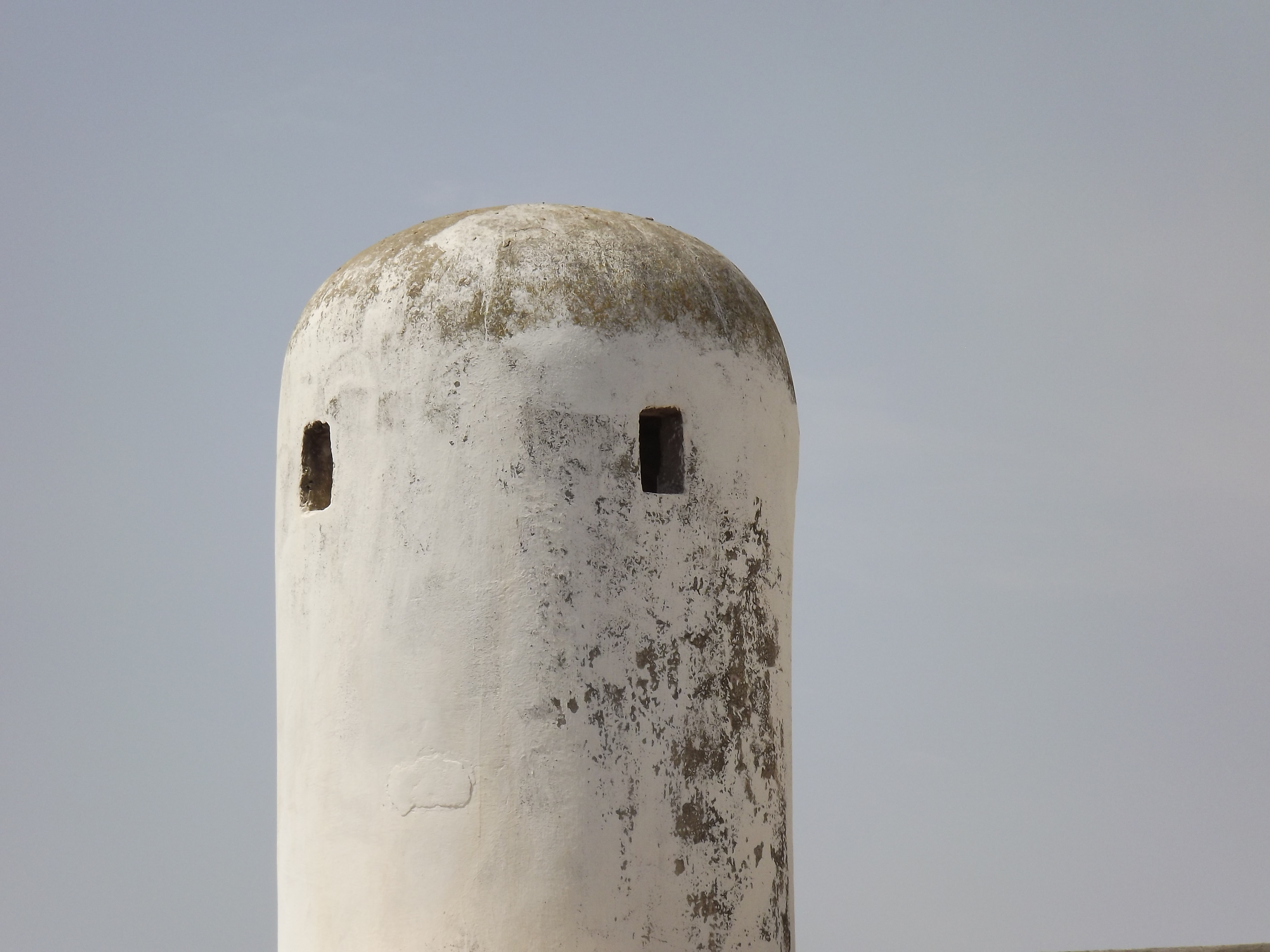
Édicule de surveillance.

## Caserne de Sidi Ameur

### Localisation
La caserne de Sidi Ameur se trouve sur la place Sidi Ali Azouz, près de la rue Jemaâ Zitouna et de Sidi El Morjani.

### Description et histoire
Elle possède un portail pourvu d'un avant-corps qui est inscrit dans un encadrement rectangulaire.
Au-dessus de la porte d'entrée, une inscription en turc est gravée sur une dalle en marbre. Il s'agit d'un poème écrit en cursives orientales intégrant un chronogramme qui date l'achèvement des travaux de construction (1813-1814).
L'inscription est flanquée de deux inscriptions en arabe qui sont des invocations adressés à Dieu.

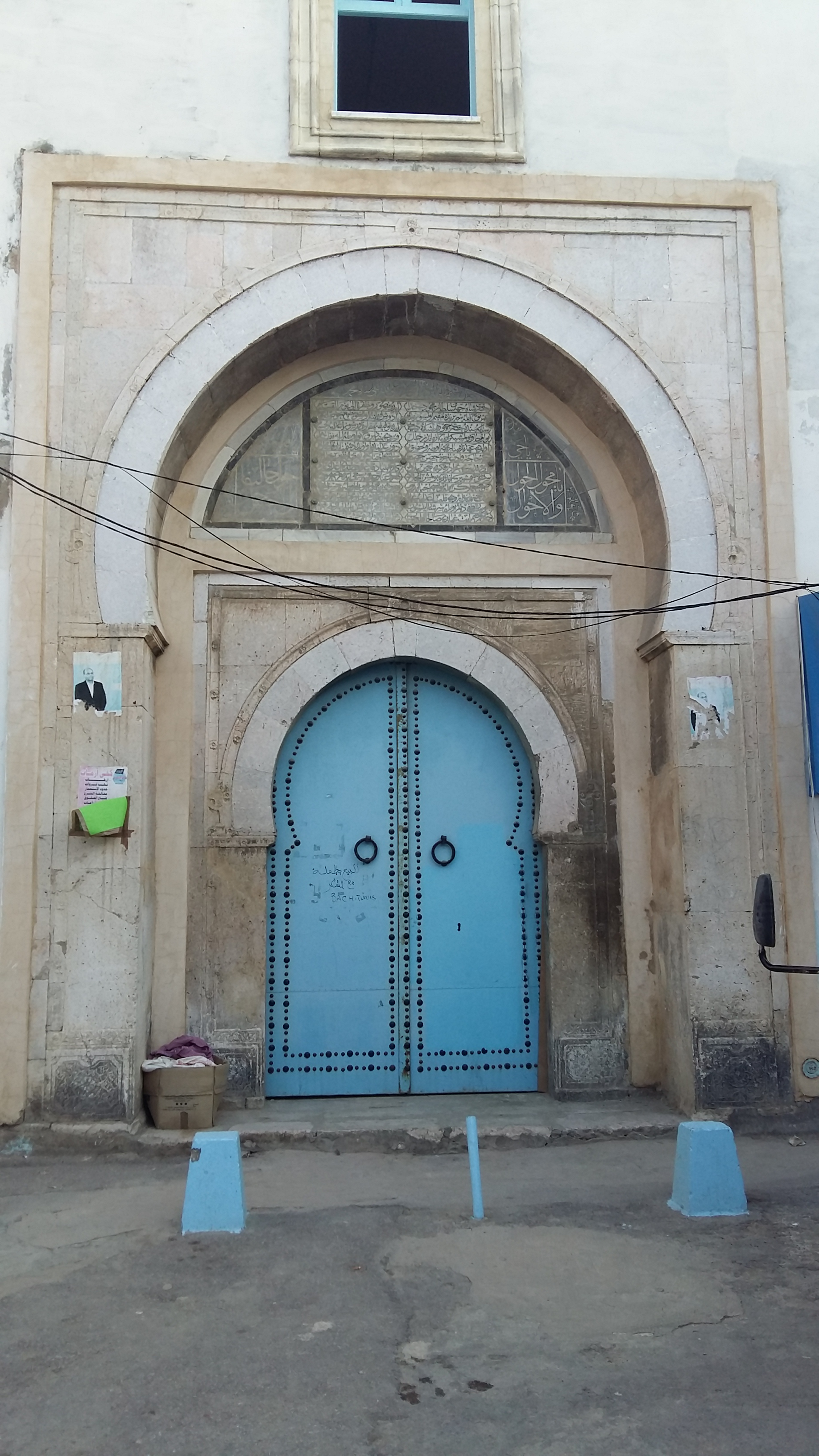
Portail de l'ancienne caserne Sidi Ameur.
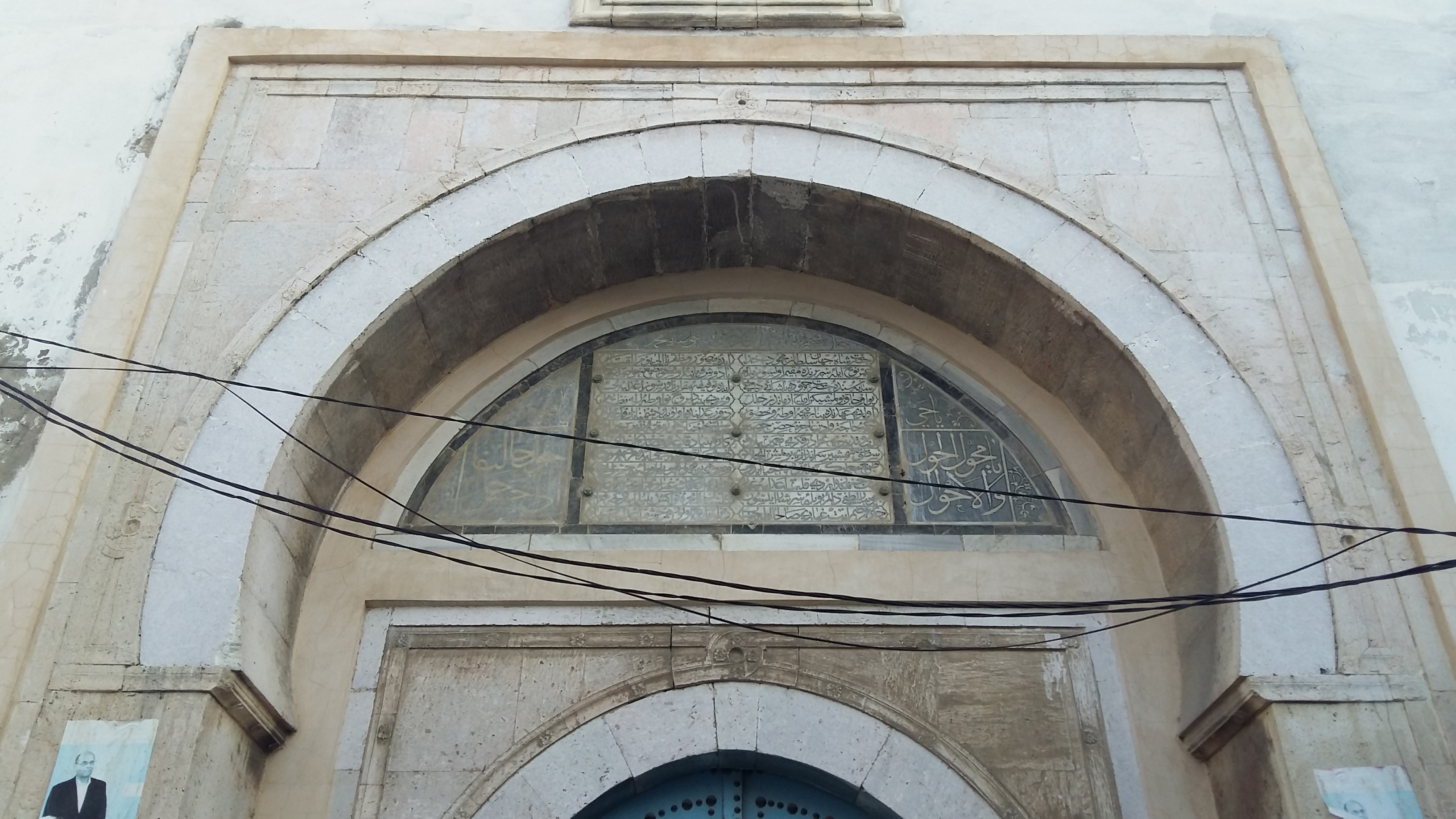
Inscriptions en turc et en arabe.

## Caserne El Attarine

### Localisation
Cette caserne se situe rue du souk El Attarine (marché des parfums et du henné).

### Description et histoire
Entourant une cour rectangulaire, sous les galeries superposées, il est possible de voir au-dessus de l'entrée de certaines pièces des inscriptions avec le nom de la compagnie des janissaires logée dans ces chambres.
Durant le protectorat français, la caserne est réutilisée pour abriter la direction des Antiquités et une bibliothèque en rapport. En 1958, la direction est transférée au Dar Hussein et la caserne El Attarine accueille l'Institut national d'archéologie et d'art et la bibliothèque reçoit toutes les collections d'ouvrages et de manuscrits arabes de la mosquée Zitouna et de toutes les médersas de la médina de Tunis.

## Caserne El Bechmak

### Localisation
La caserne El Bechmak se trouve en face de la mosquée Youssef Dey.

### Description et histoire
La construction de cette caserne est achevée au cours des années 1814-1815, comme l'atteste le chronogramme de l'inscription en turc qui surmonte le portail de l'édifice.
L'édifice présentait un plan différent des autres casernes contemporaines : il est en effet composé de plusieurs unités comportant un seul niveau chacune, ainsi qu'un pavillon réservé à Hammouda Pacha, qui passait occasionnellement la nuit parmi ses soldats.
Cette caserne est intégrée à l'hôpital Sadiki (baptisé plus tard du nom de la princesse Aziza Othmana) au XIXe siècle.
Ce monument a subi plusieurs transformations qui ont modifié son agencement original.

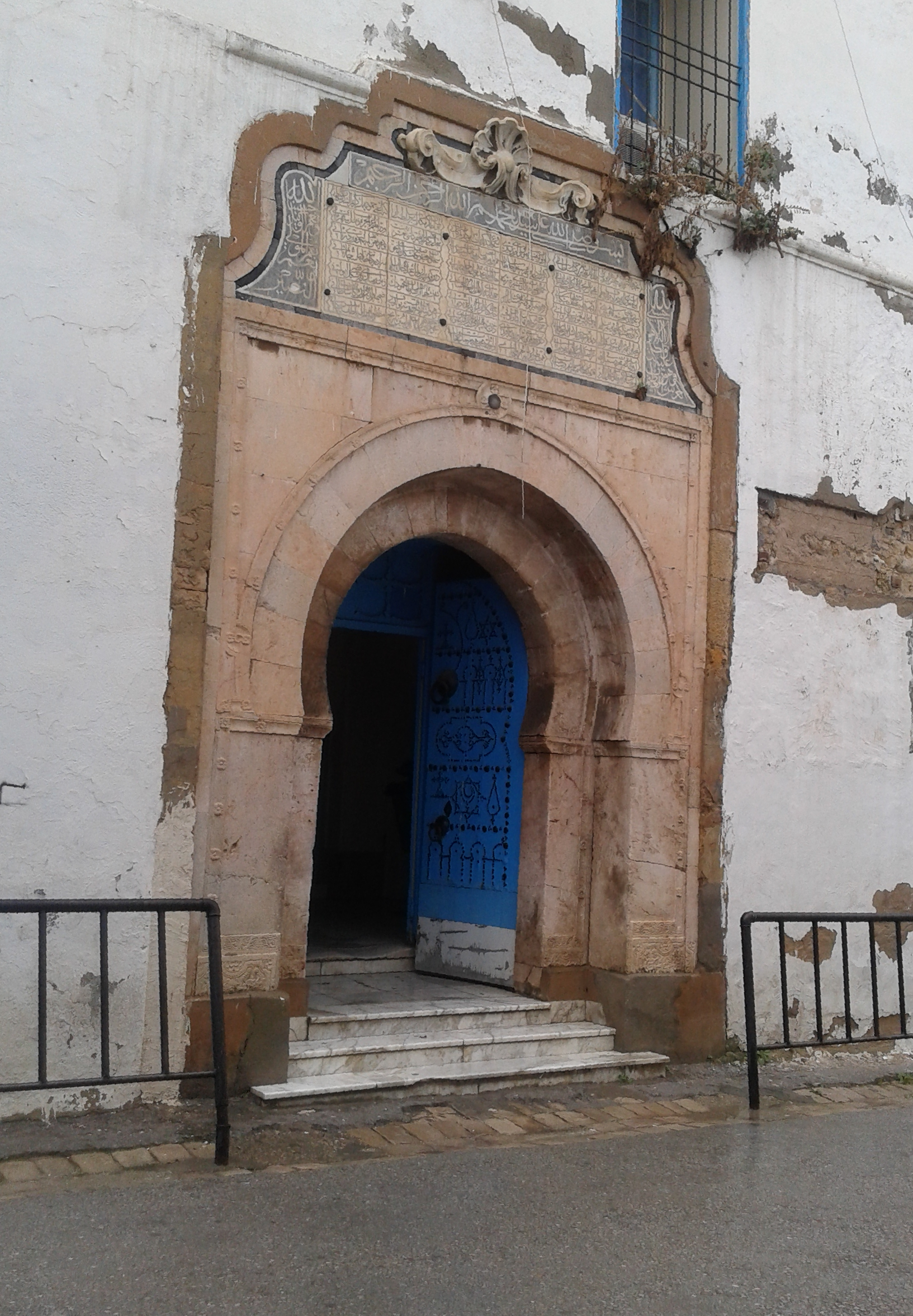
Porte de l'ancienne caserne.
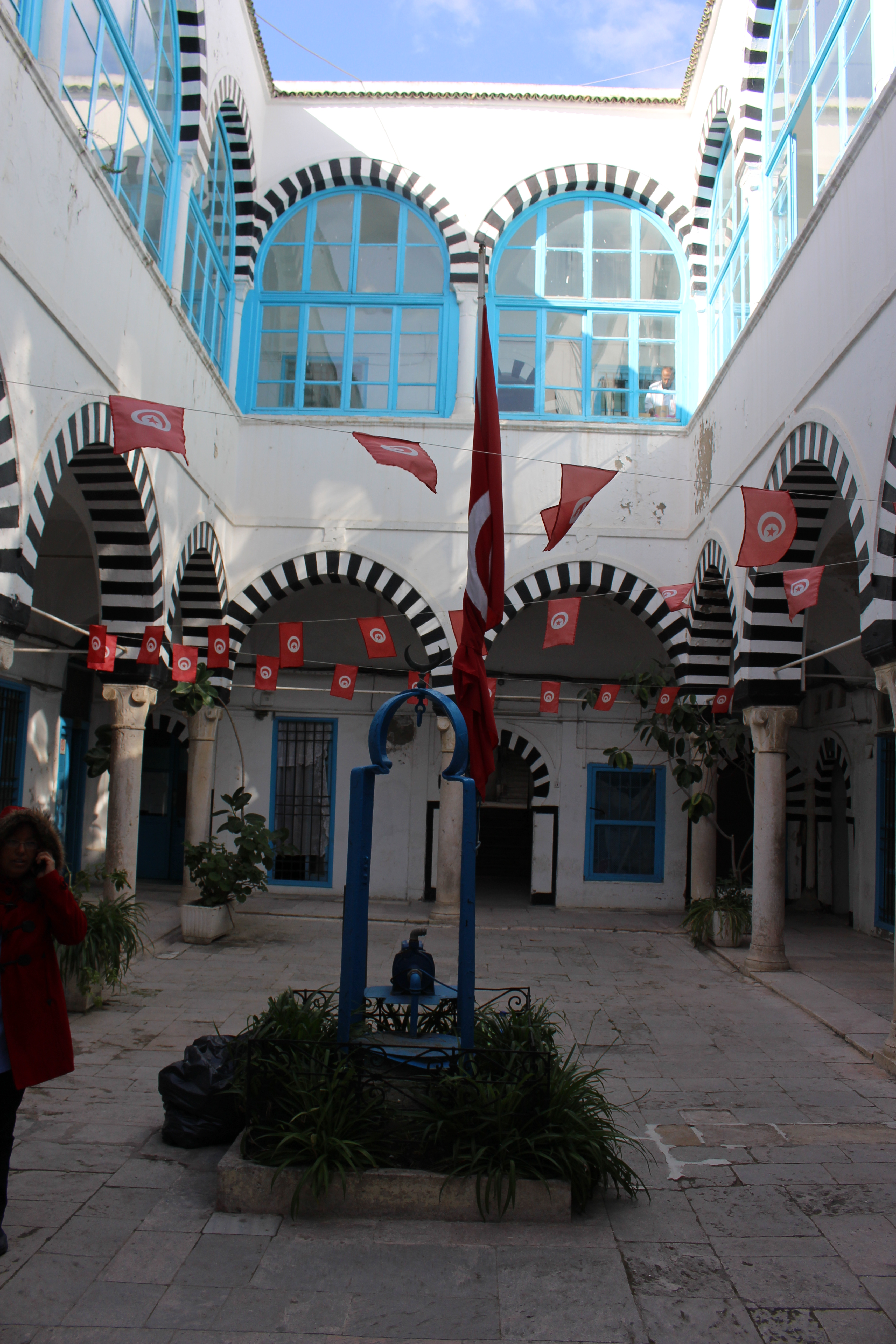
Patio de l'ancienne caserne.
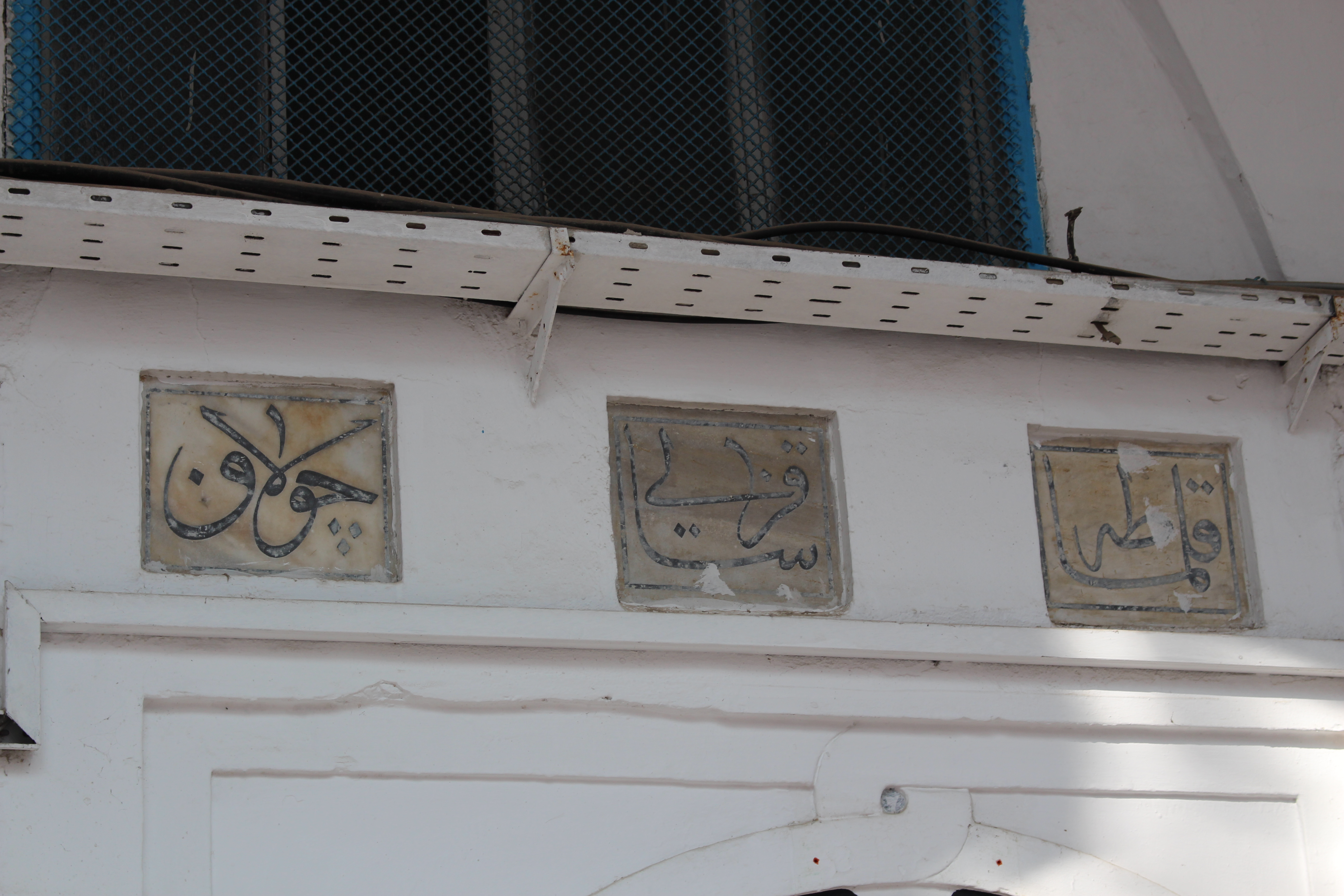
Inscriptions en turc.
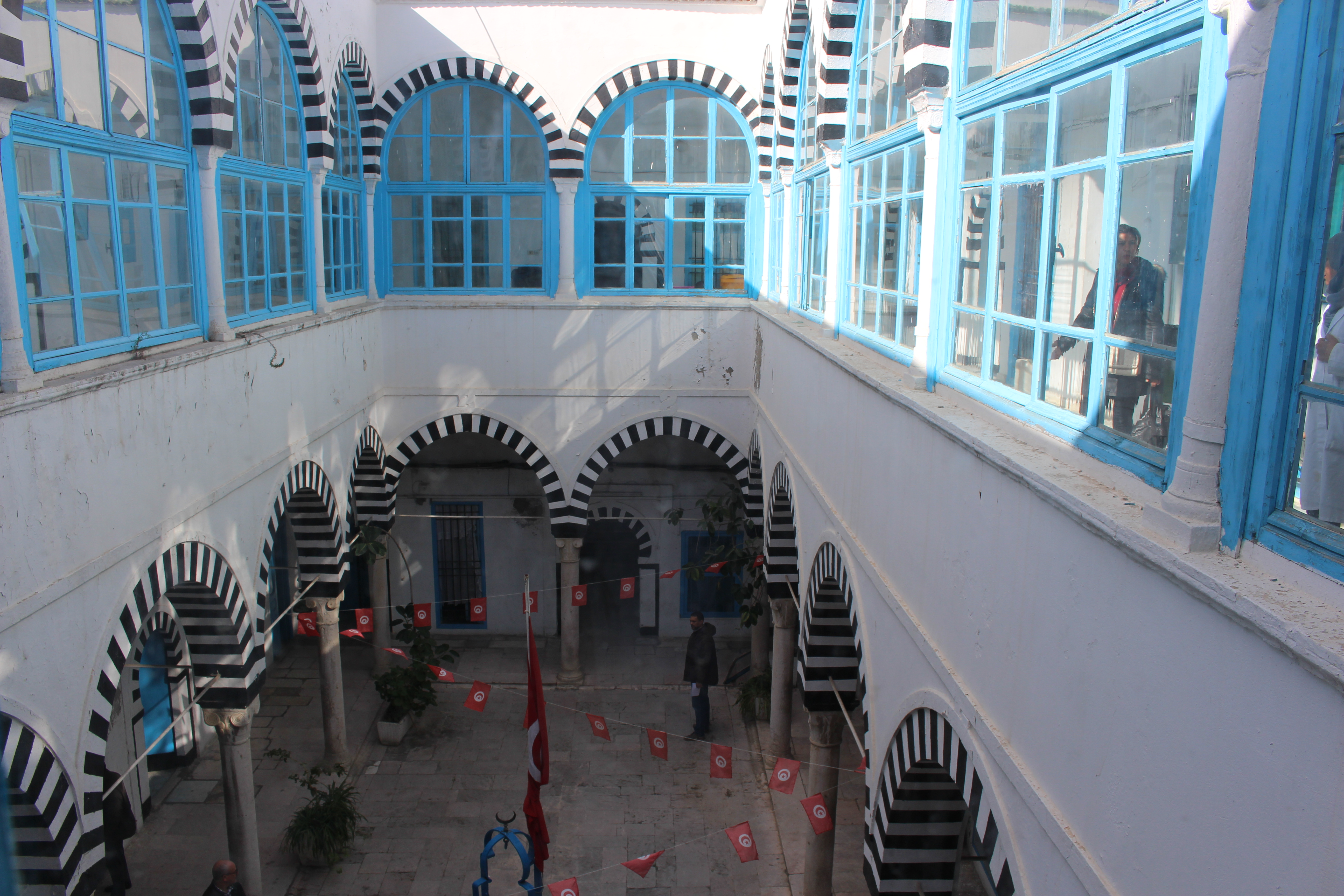
Patio de l'ancienne caserne.